# 板橋区
板橋区（いたばしく）は、東京都の区部北西部の荒川沿いに位置する特別区。

## 概要
東京都豊島区・練馬区・北区、埼玉県和光市と隣接しており、荒川を挟んで戸田市と接している。
1932年に東京府東京市板橋区として誕生し、1947年に特別区となった。区名は石神井川に架かる板橋という旧中山道の橋に由来するとされる。板橋区は非常に大きな面積を有していたが、1947年に西武池袋線を中心とした同区西部の地域が練馬区として分区した。
江戸時代には中山道の宿場町である板橋宿が置かれていた。板橋宿は、内藤新宿や品川宿、千住宿とともに江戸四宿の一つであった。

## 人口
| |                                        |  |
| 板橋区と全国の年齢別人口分布（2005年） | 板橋区の年齢・男女別人口分布（2005年） |  |
| ■紫色 ― 板橋区 ■緑色 ― 日本全国 | ■青色 ― 男性 ■赤色 ― 女性              |  |
| 板橋区（に相当する地域）の人口の推移 \| 1970年（昭和45年） \| 471,777人 \| \| \| 1975年（昭和50年） \| 498,286人 \| \| \| 1980年（昭和55年） \| 498,266人 \| \| \| 1985年（昭和60年） \| 505,556人 \| \| \| 1990年（平成2年） \| 518,943人 \| \| \| 1995年（平成7年） \| 511,415人 \| \| \| 2000年（平成12年） \| 513,575人 \| \| \| 2005年（平成17年） \| 523,083人 \| \| \| 2010年（平成22年） \| 535,824人 \| \| \| 2015年（平成27年） \| 561,916人 \| \| \| 2020年（令和2年） \| 584,483人 \| \| |                                        |  |
| 総務省統計局 国勢調査より |                                        |  |
| 1970年（昭和45年） | 471,777人                              |  |
| 1975年（昭和50年） | 498,286人                              |  |
| 1980年（昭和55年） | 498,266人                              |  |
| 1985年（昭和60年） | 505,556人                              |  |
| 1990年（平成2年） | 518,943人                              |  |
| 1995年（平成7年） | 511,415人                              |  |
| 2000年（平成12年） | 513,575人                              |  |
| 2005年（平成17年） | 523,083人                              |  |
| 2010年（平成22年） | 535,824人                              |  |
| 2015年（平成27年） | 561,916人                              |  |
| 2020年（令和2年） | 584,483人                              |  |

2005年に夜間人口（居住者）は507,799人であるが、区外からの通勤者と通学生および居住者のうちの区内に昼間残留する人口の合計である昼間人口は456,425人で昼は夜の0.899倍の人口になる。通勤者で見ると区内から区外への通勤者は141,961人、区外から区内への通勤者は94,337人と労働人口の通勤では区内から区外へ出る通勤者のほうが多い。東京都編集『東京都の昼間人口2005』平成20年発行138 - 139ページ　国勢調査では年齢不詳のものが東京都だけで16万人いる。上のグラフには年齢不詳のものを含め、昼夜間人口に関しては年齢不詳の人物は数字に入っていないので数字の間に誤差は生じる）

## 地理
- 武蔵野台地の北端と東京低地の境目にあたり、概ね北部は低地、南部は台地となっている。北で荒川、北西で白子川によって埼玉県と接する。荒川に近い北部では、新河岸川が西から東に流れる。南部では石神井川が西から東に横切る。区内は東京の市街地で、住宅地・商業地のほか、北部には工場が多い。

### 位置・面積
- 板橋区は、東京23区のうち北西部に位置し、東経139度37分から同44分、北緯35度43分から同48分の間にあり、面積は32.22km2で、23区中9番目である。

### 地形・地質

#### 地形
- 東西は北部で約7.1km、南部で約4.5km、南北は東部で約6.7km、西部で約3.4kmあり、南東から北西に長い地形。北は埼玉県に接しており、関東ローム層が隔絶に厚くなっている。[要出典]
- 武蔵野台地と荒川低地の境をなす崖線が、小豆沢 - 志村 - 中台 - 西台 - 赤塚にかけて区の中央部をほぼ東西に貫き、付近は高低差に富み、坂道が多く作られている。前野町・中台・西台地区では、若木通りを尾根筋とする形で、すりばち状の谷戸（やと）地形が見られ、かつては、各所で地下水が湧き出ており、薬師の泉（小豆沢3丁目）、出井の泉跡（泉町）などにその名残が見られる。また、見次公園（前野町4丁目）の池は、自然の湧水によって形成されたものである。

#### 地質
- 現在の板橋区に相当する地域は、およそ12万年前の間氷期には海面上昇により、海の底にあったと考えられている。武蔵野（成増）礫層の下の、東京層と言われる地層から貝化石が発掘されているが、これはおよそ15万年前のもので、この地域が当時海底であったことを物語っている。およそ10万年前から気候の寒冷化により海面が後退、陸地化が起こり、武蔵野台地（成増台）の原型が形成された。その当時の武蔵野台地は、古荒川や古多摩川、後に古利根川などが流れる氾濫原（）であったと考えられている。武蔵野（成増）礫層の砂利は、当時の川が積み残した川砂利である。その後さらに寒冷化・海面後退が進行したことにより、川の流れが氾濫原を掘り下げ、およそ10万年前から氷期最盛のおよそ2万年前までの間に、連続した崖地が形成された。およそ1万年前に氷期が終わると海面がやや上昇し、崖地の下部では川から運ばれてきた堆積物が今日の荒川・新河岸川沿いの低地を形成。一方、崖地の上部には富士山などから飛来した火山灰（関東ローム層）が堆積し、今日の武蔵野台地辺縁の高台地域を形成するに至ったと考えられている。
- 主な河川：荒川、新河岸川、白子川、石神井川、出井川（暗渠化）、前谷津川（暗渠化）、蓮根川（暗渠化）、千川上水（暗渠化）
- 主な湖沼：浮間ヶ池
- 地盤は強固で、首都直下地震が起きた場合23区で最も安全と言われている[2]。

### 気候
基本的には東京都心と同じ、温暖湿潤気候に該当し、日本国内における気候区分は太平洋側気候に属する（詳細は東京都の気候を参照）。
ただ都心より郊外に位置するため最低気温は、ヒートアイランド現象の影響が小さく、都心より2℃から4℃低い。
夏は都心のヒートアイランド現象の熱が東京湾の海風に運ばれ、最高気温が2℃から4℃ほど高い。
また、板橋区内でも最低気温が板橋地域より赤塚地域では1℃ほど低い。
因みに最低気温は、東京都心とさいたま市の中間の場合が多い。

## 歴史
- 地名の由来や安土桃山時代以前については板橋郷を参照。
- 1932年（昭和7年）以前については板橋町、上板橋村、志村、赤塚村を参照。
- 板橋区設立当時は、現在の練馬区も含む広大な地域であり、田畑地が多く、「東京の満州」とも呼ばれていた。
- 平安時代、石神井川にかけられていた板橋が当時としては珍しかったため、そのまま地名になったという説が有力である。江戸時代以降は中山道が下板橋を通るようになったためにそちらを指すようになった。板橋宿は江戸四宿のうちのひとつであり、中山道の江戸を発ってから最初の宿場町。加賀藩下屋敷があった。

### 年表
- 1932年（昭和7年）10月1日：東京府北豊島郡板橋町、上板橋村、志村、赤塚村、練馬町、上練馬村、中新井村、石神井村、大泉村の9町村が東京市に編入、左記9町村の区域をもって板橋区となる。
- 1935年（昭和10年）：田園区画の整理に伴い、板橋三丁目（旧・板橋町大字中丸字中原、現・南町）と豊島区長崎東町三丁目（旧・長崎町大字長崎字高松、現・高松二・三丁目）の間で境界変更。
- 1939年（昭和14年）：田園区画の整理が完了し、板橋三丁目（旧・板橋町大字中丸字中原、現・南町）と豊島区高松町二丁目（旧・長崎町大字長崎字前高松、現・高松二丁目）の間で境界変更。
- 1943年（昭和18年）7月1日：東京都制施行により東京府と東京市が合併し東京都が誕生、東京都板橋区となる。
- 1947年（昭和22年）5月3日：地方自治法施行、板橋区は22特別区のひとつとなる。

- 1947年（昭和22年）8月1日：旧・練馬町、上練馬村、中新井村、石神井村、大泉村のほぼ全域及び小竹町（旧・上板橋村大字上板橋字小竹）、江古田町（旧・上板橋村大字上板橋字江古田、現・旭丘）を練馬区として分区。
- 1948年（昭和23年）2月10日：区内の営団住宅の住民など800人が食中毒を発症。原因は配給された大豆粉。4人が死亡[3]。
- 1950年（昭和25年）4月1日：埼玉県北足立郡戸田町（現・戸田市）大字上戸田の一部約0.2平方キロメートルが移譲され、舟渡三丁目（現・四丁目の一部）となる。
- 1951年（昭和26年）8月：第一回いたばし花火大会が開催される。
- 1982年（昭和57年）：区制50周年記念歌「愛するふるさと」を作成。
- 2008年（平成20年）10月30日：観光キャラクター（ゆるキャラ）として、区花の二輪草をモチーフにした「りんりんちゃん」を採用。
- 2012年（平成24年）7月26日：「板橋区オフィシャルロゴ」および「区制施行80周年ロゴマーク」を制定。デザインしたのは区内に事務所「ドーンデザイン研究所」を置く、工業デザイナー・水戸岡鋭治（九州旅客鉄道の各車両のデザインなどで知られる）[4]。

## 町名
板橋区では、全域で住居表示に関する法律に基づく住居表示が実施されている。以下は住居表示実施後の町名と、当該住居表示実施直前の旧町名の一覧である。
旧町名の後に「（全）」と注記したもの以外は当該旧町域の一部である。

### 板橋区役所管内
| 町名       | 町区域新設年月日 | 住居表示実施年月日 | 住居表示実施前の町名など        | 備考                                            |
| ---------- | ---------------- | ------------------ | ------------------------------- | ----------------------------------------------- |
| 板橋一丁目 | 1965年1月1日     |                    | 板橋町1（全）、板橋町2・5・6・8 |                                                 |
| 板橋二丁目 | 1965年1月1日     |                    | 板橋町1（全）、板橋町2・5・6・8 |                                                 |
| 板橋三丁目 | 1965年1月1日     |                    | 板橋町1（全）、板橋町2・5・6・8 |                                                 |
| 板橋四丁目 | 1965年1月1日     |                    | 板橋町1（全）、板橋町2・5・6・8 |                                                 |
| 稲荷台     | 1970年10月1日    |                    | 稲荷台（全）                    | 町名成立は1957年、直前は板橋町7・10、志村清水町 |
| 加賀一丁目 | 1965年1月1日     |                    | 板橋町6〜8                      |                                                 |
| 加賀二丁目 | 1965年1月1日     |                    | 板橋町6〜8                      |                                                 |
| 本町       | 1970年10月1日    |                    | 本町（全）                      | 町名成立は1956年、直前は板橋町10、志村清水町    |
| 仲宿       | 1970年10月1日    |                    | 仲宿（全）                      | 町名成立は1957年、直前は板橋町5・6・8・10       |

### 仲町区民事務所管内
| 町名         | 町区域新設年月日 | 住居表示実施年月日 | 住居表示実施前の町名など                     | 備考                                                  |
| ------------ | ---------------- | ------------------ | -------------------------------------------- | ----------------------------------------------------- |
| 仲町         | 1971年1月1日     |                    | 仲町（全）                                   | 町名成立は1959年、直前は板橋町9、上板橋町1            |
| 大谷口一丁目 | 1971年10月1日    |                    | 大谷口1・2（全）                             | 町名成立は1959年、直前は大谷口町、向原町              |
| 大谷口二丁目 | 1971年10月1日    |                    | 大谷口1・2（全）                             | 町名成立は1959年、直前は大谷口町、向原町              |
| 大谷口上町   | 1971年10月1日    |                    | 大谷口上町（全）                             | 町名成立は1959年、直前は上板橋町1、板橋町4、大谷口町  |
| 大谷口北町   | 1971年10月1日    |                    | 大谷口北町（全）                             | 町名成立は1959年、直前は大谷口町、上板橋町1           |
| 大山金井町   | 1971年1月1日     |                    | 板橋町4・9                                   | 町名成立は1958年、直前は板橋町4・9                    |
| 大山町       | 1971年1月1日     |                    | 大山町（全）                                 | 町名成立は1958年、直前は板橋町4・9                    |
| 大山西町     | 1971年1月1日     |                    | 大山西町（全）                               | 町名成立は1958年、直前は板橋町4、大谷口町             |
| 大山東町     | 1971年1月1日     |                    | 大山東町（全）                               | 町名成立は1960年、直前は板橋町2・4・5                 |
| 熊野町       | 1971年1月1日     |                    | 熊野町（全）                                 | 町名成立は1958年、直前は板橋町2〜4                    |
| 小茂根一丁目 | 1965年5月1日     |                    | 小山町（全）、茂呂町（全）、根ノ上町、向原町 |                                                       |
| 小茂根二丁目 | 1965年5月1日     |                    | 小山町（全）、茂呂町（全）、根ノ上町、向原町 |                                                       |
| 小茂根三丁目 | 1965年5月1日     |                    | 小山町（全）、茂呂町（全）、根ノ上町、向原町 |                                                       |
| 小茂根四丁目 | 1965年5月1日     |                    | 小山町（全）、茂呂町（全）、根ノ上町、向原町 |                                                       |
| 小茂根五丁目 | 1965年5月1日     |                    | 小山町（全）、茂呂町（全）、根ノ上町、向原町 |                                                       |
| 幸町         | 1971年10月1日    |                    | 幸町（全）                                   | 町名成立は1957年、直前は板橋町2・4、大谷口町          |
| 栄町         | 1970年10月1日    |                    | 栄町（全）                                   | 町名成立は1957年、直前は板橋町8・9                    |
| 中板橋       | 1970年10月1日    |                    | 中板橋（全）                                 | 町名成立は1957年、直前は板橋町9、上板橋町1            |
| 中丸町       | 1971年1月1日     |                    | 中丸町（全）                                 | 町名成立は1958年、直前は板橋町2・3                    |
| 南町         | 1971年1月1日     |                    | 南町（全）                                   | 町名成立は1957年、直前は板橋町2〜4                    |
| 向原一丁目   | 1965年5月1日     |                    | 向原町、根ノ上町                             |                                                       |
| 向原二丁目   | 1965年5月1日     |                    | 向原町、根ノ上町                             |                                                       |
| 向原三丁目   | 1965年5月1日     |                    | 向原町、根ノ上町                             |                                                       |
| 弥生町       | 1971年10月1日    |                    | 弥生町（全）                                 | 町名成立は1959年、直前は板橋町10、上板橋町1、大谷口町 |
| 氷川町       | 1970年10月1日    |                    | 氷川町（全）                                 | 町名成立は1956年、直前は板橋町8                       |

### 常盤台区民事務所管内
| 町名           | 町区域新設年月日 | 住居表示実施年月日 | 住居表示実施前の町名など        | 備考                                                  | 常盤台一丁目 | 1970年3月1日 |  | 常盤台1・2、板橋町10、上板橋町2 |  |
| 常盤台二丁目   | 1970年3月1日     |                    | 常盤台1・2、板橋町10、上板橋町2 |                                                       |              |              |  |                                 |  |
| 常盤台三丁目   | 1970年3月1日     |                    | 常盤台1・2、板橋町10、上板橋町2 |                                                       |              |              |  |                                 |  |
| 常盤台四丁目   | 1970年3月1日     |                    | 常盤台1・2、板橋町10、上板橋町2 |                                                       |              |              |  |                                 |  |
| 南常盤台一丁目 | 1971年10月1日    |                    | 南常盤台1・2（全）              | 町名成立は1960年、直前は上板橋町2〜4                  |              |              |  |                                 |  |
| 南常盤台二丁目 | 1971年10月1日    |                    | 南常盤台1・2（全）              | 町名成立は1960年、直前は上板橋町2〜4                  |              |              |  |                                 |  |
| 桜川一丁目     | 1965年5月1日     |                    | 上板橋町6・7                    |                                                       |              |              |  |                                 |  |
| 桜川二丁目     | 1965年5月1日     |                    | 上板橋町6・7                    |                                                       |              |              |  |                                 |  |
| 桜川三丁目     | 1965年5月1日     |                    | 上板橋町6・7                    |                                                       |              |              |  |                                 |  |
| 東山町         | 1971年10月1日    |                    | 東山町（全）                    | 町名成立は1960年、直前は上板橋町3・5                  |              |              |  |                                 |  |
| 上板橋一丁目   | 1965年5月1日     |                    | 上板橋町6・7                    |                                                       |              |              |  |                                 |  |
| 上板橋二丁目   | 1965年5月1日     |                    | 上板橋町6・7                    |                                                       |              |              |  |                                 |  |
| 上板橋三丁目   | 1965年5月1日     |                    | 上板橋町6・7                    |                                                       |              |              |  |                                 |  |
| 東新町一丁目   | 1971年10月1日    |                    | 東新町1・2（全）                | 町名は1960年成立、直前は上板橋町5・6                  |              |              |  |                                 |  |
| 東新町二丁目   | 1971年10月1日    |                    | 東新町1・2（全）                | 町名は1960年成立、直前は上板橋町5・6                  |              |              |  |                                 |  |
| 富士見町       | 1970年10月1日    |                    | 富士見町、双葉町                | 町名成立は1956年、直前は板橋町10、志村清水町、常盤台1 |              |              |  |                                 |  |
| 双葉町         | 1970年10月1日    |                    | 双葉町、富士見町                | 町名成立は1956年、直前は板橋町10、上板橋町2           |              |              |  |                                 |  |
| 大和町         | 1970年10月1日    |                    | 大和町（全）                    | 町名成立は1956年、直前は板橋町8・10、志村清水町       |              |              |  |                                 |  |

### 志村坂上区民事務所管内
| 町名         | 町区域新設年月日 | 住居表示実施年月日 | 住居表示実施前の町名など                 | 備考                                                                       |
| ------------ | ---------------- | ------------------ | ---------------------------------------- | -------------------------------------------------------------------------- |
| 志村一丁目   | 1966年1月1日     |                    | 志村1〜4、小豆沢1                        |                                                                            |
| 志村二丁目   | 1966年1月1日     |                    | 志村1〜4、小豆沢1                        |                                                                            |
| 志村三丁目   | 1966年1月1日     |                    | 志村1〜4、小豆沢1                        |                                                                            |
| 小豆沢一丁目 | 1966年1月1日     |                    | 小豆沢1〜4、志村町1〜3                   |                                                                            |
| 小豆沢二丁目 | 1966年1月1日     |                    | 小豆沢1〜4、志村町1〜3                   |                                                                            |
| 小豆沢三丁目 | 1966年1月1日     |                    | 小豆沢1〜4、志村町1〜3                   |                                                                            |
| 小豆沢四丁目 | 1966年1月1日     |                    | 小豆沢1〜4、志村町1〜3                   |                                                                            |
| 前野町一丁目 | 1972年1月1日     |                    | 前野町1〜6（全）                         | 町名成立は1962年、直前は志村前野町1〜6、志村清水町、志村中台町、小豆沢1    |
| 前野町二丁目 | 1972年1月1日     |                    | 前野町1〜6（全）                         | 町名成立は1962年、直前は志村前野町1〜6、志村清水町、志村中台町、小豆沢1    |
| 前野町三丁目 | 1972年1月1日     |                    | 前野町1〜6（全）                         | 町名成立は1962年、直前は志村前野町1〜6、志村清水町、志村中台町、小豆沢1    |
| 前野町四丁目 | 1972年1月1日     |                    | 前野町1〜6（全）                         | 町名成立は1962年、直前は志村前野町1〜6、志村清水町、志村中台町、小豆沢1    |
| 前野町五丁目 | 1972年1月1日     |                    | 前野町1〜6（全）                         | 町名成立は1962年、直前は志村前野町1〜6、志村清水町、志村中台町、小豆沢1    |
| 前野町六丁目 | 1972年1月1日     |                    | 前野町1〜6（全）                         | 町名成立は1962年、直前は志村前野町1〜6、志村清水町、志村中台町、小豆沢1    |
| 泉町         | 1972年1月1日     |                    | 泉町（全）                               | 町名成立は1961年、直前は志村清水町、志村小豆沢町                           |
| 大原町       | 1972年1月1日     |                    | 大原町（全）                             | 町名成立は1961年、直前は志村清水町、志村本蓮沼町、志村小豆沢町、志村前野町 |
| 宮本町       | 1972年1月1日     |                    | 宮本町（全）                             | 町名成立は1961年、直前は志村清水町                                         |
| 清水町       | 1972年1月1日     |                    | 清水町（全）                             | 町名成立は1961年、直前は志村清水町、志村本蓮沼町                           |
| 中台一丁目   | 1963年11月1日    |                    | 志村中台町                               |                                                                            |
| 中台二丁目   | 1963年11月1日    |                    | 志村中台町                               |                                                                            |
| 中台三丁目   | 1963年11月1日    |                    | 志村中台町                               |                                                                            |
| 若木一丁目   | 1963年11月1日    |                    | 志村中台町、志村西台町、上板橋町7        |                                                                            |
| 若木二丁目   | 1963年11月1日    |                    | 志村中台町、志村西台町、上板橋町7        |                                                                            |
| 若木三丁目   | 1963年11月1日    |                    | 志村中台町、志村西台町、上板橋町7        |                                                                            |
| 蓮沼町       | 1972年1月1日     |                    | 蓮沼町（全）                             | 町名成立は1961年、直前は志村清水町、志村本蓮沼町、志村小豆沢町、小豆沢1    |
| 西台一丁目   | 1963年11月1日    |                    | 志村西台町、志村中台町、徳丸町、徳丸本町 |                                                                            |
| 西台二丁目   | 1968年3月1日     |                    | 志村西台町、志村中台町、徳丸町、徳丸本町 |                                                                            |
| 西台三丁目   | 1968年3月1日     |                    | 志村西台町、志村中台町、徳丸町、徳丸本町 |                                                                            |
| 西台四丁目   | 1968年3月1日     |                    | 志村西台町、志村中台町、徳丸町、徳丸本町 |                                                                            |

### 蓮根区民事務所管内
| 町名         | 町区域新設年月日 | 住居表示実施年月日 | 住居表示実施前の町名など         | 備考                                 |
| ------------ | ---------------- | ------------------ | -------------------------------- | ------------------------------------ |
| 蓮根一丁目   | 1966年5月1日     |                    | 蓮根1〜3、志村西台町、志村蓮根町 | 三丁目28番は1969年3月1日住居表示実施 |
| 蓮根二丁目   | 1966年5月1日     |                    | 蓮根1〜3、志村西台町、志村蓮根町 | 三丁目28番は1969年3月1日住居表示実施 |
| 蓮根三丁目   | 1966年5月1日     |                    | 蓮根1〜3、志村西台町、志村蓮根町 | 三丁目28番は1969年3月1日住居表示実施 |
| 坂下一丁目   | 1966年5月1日     |                    | 長後1・2、志村町3・4、蓮根1〜3   |                                      |
| 坂下二丁目   | 1966年5月1日     |                    | 長後1・2、志村町3・4、蓮根1〜3   |                                      |
| 坂下三丁目   | 1966年5月1日     |                    | 長後1・2、志村町3・4、蓮根1〜3   |                                      |
| 相生町       | 1963年11月1日    |                    | 志村中台町                       |                                      |
| 舟渡一丁目   | 1966年10月1日    |                    | 舟渡1〜3、志村西台町             |                                      |
| 舟渡二丁目   | 1966年10月1日    |                    | 舟渡1〜3、志村西台町             |                                      |
| 東坂下一丁目 | 1966年5月1日     |                    | 長後1・2、志村町3、小豆沢4       |                                      |
| 東坂下二丁目 | 1966年5月1日     |                    | 長後1・2、志村町3、小豆沢4       |                                      |

### 下赤塚区民事務所管内
| 町名           | 町区域新設年月日 | 住居表示実施年月日 | 住居表示実施前の町名など                             | 備考 |
| -------------- | ---------------- | ------------------ | ---------------------------------------------------- | ---- |
| 赤塚一丁目     | 1969年3月1日     |                    | 下赤塚町、上赤塚町、四葉町、徳丸町、徳丸本町、成増町 |      |
| 赤塚二丁目     | 1969年3月1日     |                    | 下赤塚町、上赤塚町、四葉町、徳丸町、徳丸本町、成増町 |      |
| 赤塚三丁目     | 1969年3月1日     |                    | 下赤塚町、上赤塚町、四葉町、徳丸町、徳丸本町、成増町 |      |
| 赤塚四丁目     | 1969年3月1日     |                    | 下赤塚町、上赤塚町、四葉町、徳丸町、徳丸本町、成増町 |      |
| 赤塚五丁目     | 1969年3月1日     |                    | 下赤塚町、上赤塚町、四葉町、徳丸町、徳丸本町、成増町 |      |
| 赤塚六丁目     | 1969年3月1日     |                    | 下赤塚町、上赤塚町、四葉町、徳丸町、徳丸本町、成増町 |      |
| 赤塚七丁目     | 1969年3月1日     |                    | 下赤塚町、上赤塚町、四葉町、徳丸町、徳丸本町、成増町 |      |
| 赤塚八丁目     | 1969年3月1日     |                    | 下赤塚町、上赤塚町、四葉町、徳丸町、徳丸本町、成増町 |      |
| 赤塚新町一丁目 | 1969年3月1日     |                    | 下赤塚町、上赤塚町、四葉町、徳丸町                   |      |
| 赤塚新町二丁目 | 1969年3月1日     |                    | 下赤塚町、上赤塚町、四葉町、徳丸町                   |      |
| 赤塚新町三丁目 | 1969年3月1日     |                    | 下赤塚町、上赤塚町、四葉町、徳丸町                   |      |
| 成増一丁目     | 1969年10月1日    |                    | 成増町、上赤塚町、下赤塚町                           |      |
| 成増二丁目     | 1969年10月1日    |                    | 成増町、上赤塚町、下赤塚町                           |      |
| 成増三丁目     | 1969年10月1日    |                    | 成増町、上赤塚町、下赤塚町                           |      |
| 成増四丁目     | 1969年10月1日    |                    | 成増町、上赤塚町、下赤塚町                           |      |
| 成増五丁目     | 1969年10月1日    |                    | 成増町、上赤塚町、下赤塚町                           |      |
| 大門           | 1972年12月1日    |                    | 下赤塚町                                             |      |
| 四葉一丁目     | 1972年12月1日    |                    | 四葉町、徳丸町、徳丸本町、下赤塚町                   |      |
| 四葉二丁目     | 1972年12月1日    |                    | 四葉町、徳丸町、徳丸本町、下赤塚町                   |      |
| 徳丸一丁目     | 1968年3月1日     |                    | 徳丸町、徳丸本町、志村西台町、四葉町、下赤塚町       |      |
| 徳丸二丁目     | 1968年3月1日     |                    | 徳丸町、徳丸本町、志村西台町、四葉町、下赤塚町       |      |
| 徳丸三丁目     | 1968年3月1日     |                    | 徳丸町、徳丸本町、志村西台町、四葉町、下赤塚町       |      |
| 徳丸四丁目     | 1968年3月1日     |                    | 徳丸町、徳丸本町、志村西台町、四葉町、下赤塚町       |      |
| 徳丸五丁目     | 1972年12月1日    |                    | 徳丸町、徳丸本町、志村西台町、四葉町、下赤塚町       |      |
| 徳丸六丁目     | 1972年12月1日    |                    | 徳丸町、徳丸本町、志村西台町、四葉町、下赤塚町       |      |
| 徳丸七丁目     | 1972年12月1日    |                    | 徳丸町、徳丸本町、志村西台町、四葉町、下赤塚町       |      |
| 徳丸八丁目     | 1972年12月1日    |                    | 徳丸町、徳丸本町、志村西台町、四葉町、下赤塚町       |      |

### 高島平区民事務所管内
| 町名         | 町区域新設年月日 | 住居表示実施年月日 | 住居表示実施前の町名など                                             | 備考 |
| ------------ | ---------------- | ------------------ | -------------------------------------------------------------------- | ---- |
| 高島平一丁目 | 1969年3月1日     |                    | 下赤塚町、上赤塚町、三園町2・3、四葉町、徳丸町、徳丸本町、志村西台町 |      |
| 高島平二丁目 | 1969年3月1日     |                    | 下赤塚町、上赤塚町、三園町2・3、四葉町、徳丸町、徳丸本町、志村西台町 |      |
| 高島平三丁目 | 1969年3月1日     |                    | 下赤塚町、上赤塚町、三園町2・3、四葉町、徳丸町、徳丸本町、志村西台町 |      |
| 高島平四丁目 | 1969年3月1日     |                    | 下赤塚町、上赤塚町、三園町2・3、四葉町、徳丸町、徳丸本町、志村西台町 |      |
| 高島平五丁目 | 1969年3月1日     |                    | 下赤塚町、上赤塚町、三園町2・3、四葉町、徳丸町、徳丸本町、志村西台町 |      |
| 高島平六丁目 | 1969年3月1日     |                    | 下赤塚町、上赤塚町、三園町2・3、四葉町、徳丸町、徳丸本町、志村西台町 |      |
| 高島平七丁目 | 1969年3月1日     |                    | 下赤塚町、上赤塚町、三園町2・3、四葉町、徳丸町、徳丸本町、志村西台町 |      |
| 高島平八丁目 | 1969年3月1日     |                    | 下赤塚町、上赤塚町、三園町2・3、四葉町、徳丸町、徳丸本町、志村西台町 |      |
| 高島平九丁目 | 1969年3月1日     |                    | 下赤塚町、上赤塚町、三園町2・3、四葉町、徳丸町、徳丸本町、志村西台町 |      |
| 新河岸一丁目 | 1966年10月1日    |                    | 新河岸町、志村西台町、徳丸町、上赤塚町、下赤塚町、四葉町、成増町     |      |
| 新河岸二丁目 | 1966年10月1日    |                    | 新河岸町、志村西台町、徳丸町、上赤塚町、下赤塚町、四葉町、成増町     |      |
| 新河岸三丁目 | 1966年10月1日    |                    | 新河岸町、志村西台町、徳丸町、上赤塚町、下赤塚町、四葉町、成増町     |      |
| 三園一丁目   | 1969年3月1日     |                    | 三園町1（全）、三園町2・3、上赤塚町、成増町                          |      |
| 三園二丁目   | 1969年3月1日     |                    | 三園町1（全）、三園町2・3、上赤塚町、成増町                          |      |
| 三園三丁目   | 1969年3月1日     |                    | 三園町1（全）、三園町2・3、上赤塚町、成増町                          |      |
| 三園四丁目   | 1969年3月1日     |                    | 三園町1（全）、三園町2・3、上赤塚町、成増町                          |      |

## 地域

### 主な祭事、イベント
- 田遊び（たあそび） （国の重要無形民俗文化財）

五穀豊穣と子孫繁栄を願って、板橋区内の二つの神社で年の初めに行われる伝統芸能。「板橋の田遊び」参照のこと。
- いたばし花火大会

1951年（昭和26年）に、埼玉県戸田市との間の境界線が確定したことを記念して開催。毎年8月第1土曜日に開催されている。
- 板橋区民祭り
- 板橋農業祭り
- 板橋Cityマラソン

### 特産物
- 志村みの早生大根
- 清水大根

### 地域区分の特徴
上記の通り、おおむね旧板橋町、旧上板橋村、旧志村、旧赤塚村の4地域に分かれるが、他に南部（板橋）と北部（志村）の2地域分類、板橋・志村・赤塚の3地域分類、板橋・上板橋（常盤台）・志村・赤塚・高島平の5地域分類もよく使われる。板橋区において地域の分類は便宜的なものでしかなく、受け持つ行政機関によって異なるのが現状である。
例えば、通常の板橋地域（旧板橋町地域）と上板橋地域（旧上板橋村地域）とあわせて広義の板橋地域（板橋区南部地域）とすることも多い（警察、郵便、消防、土木、公園、水道、福祉など）。また、上板橋地域を常盤台地域と呼ぶ場合もある（都市計画など）。
また、通常の志村地域（旧志村地域）と赤塚地域（旧赤塚村地域）とあわせて広義の志村地域（板橋区北部地域）とすることもある（消防、土木、公園、水道など）。これは歴史的に、志村地域に設置された行政機関が赤塚地域も含めて担当することが多かったためである。
かつての徳丸ヶ原に相当する高島平、新河岸、三園を高島平地域として独立させる場合もある（都市計画など）。これらの地域の大半は旧赤塚村のため、通常は赤塚地域に含むが、志村地域に含む場合もある（福祉など）。逆に西台、中台、若木などの西台地域を赤塚地域に含むこともしばしばある（福祉など）。
さらに、志村地域の内、坂下、蓮根、東坂下、舟渡などの地域を蓮根地域あるいは坂下地域と呼ぶこともあり、西台地域を除く志村地域と合わせたり（福祉など）、高島平地域に含める場合もある。
赤塚地域は埼玉県南部とともに近郊の風景を残している。区では赤塚に支所を設け利便を図っている。しかし区が南北に分かれてしまい、行事も板橋区民祭り・板橋農業祭りと二本立てになっている。
これ以外にも区民事務所や地域センターによる分類、また大山地域や大谷口地域、徳丸地域などといった細かい分類方法もある。

### ナンバープレート
板橋区は、2020年（令和2年）5月11日から板橋ナンバー（東京運輸支局）を割り当てられている。

### ケーブルテレビ
- J:COM 板橋

## 区政

### 区長
- 区長：坂本健 （5期目）
- 任期：2007年（平成19年）4月27日 - 2027年（令和9年）4月26日[6]

歴代区長
- 東京市板橋区時代：
  - 初代：上田 房吉（1932年（昭和7年）10月 - 1933年（昭和8年）11月）
  - 第2代：中野浩（1933年（昭和8年）11月 - 1934年（昭和9年）6月）
  - 第3代：児玉 益治（1934年（昭和9年）6月 - 1936年（昭和11年）10月）
  - 第4代：福島 正守（1936年（昭和11年）10月 - 1937年（昭和12年）12月）
  - 第5代：渡辺 徳三郎（1937年（昭和12年）12月 - 1939年（昭和14年）6月）
  - 第6代：藤原 誠（1939年（昭和14年）6月 - 1943年（昭和18年）6月）
  - 第7代：河原田 覚次郎（1943年（昭和18年）7月 - 1944年（昭和19年）6月）
  - 第8代：丸山 貞二（1944年（昭和19年）6月 - 1944年（昭和19年）10月）
  - 第9代：竹内 虎雄（1944年（昭和19年）10月 - 1945年（昭和20年）9月）
  - 第10代：鈴木 嘉寿一（1945年（昭和20年）9月 - 1946年（昭和21年）3月）
  - 第11代：牛田 正憲（1946年（昭和21年）3月 - 1947年（昭和22年）3月）
- 特別区成立以降：
  - 初代：牛田 正憲（公選：1947年（昭和22年）4月5日 - 1951年（昭和26年）4月22日）
  - 第2代：渋谷 常三郎（公選：1951年（昭和26年）4月23日 - 1955年（昭和30年）8月12日）
  - 第3代：村田 哲雄（区議会選任：1955年（昭和30年）8月13日 - 1959年（昭和34年）8月12日）
  - 第4代：村田 哲雄（区議会選任：1959年（昭和34年）8月13日 - 1963年（昭和38年）8月12日）
  - 第5代：村田 哲雄（区議会選任：1963年（昭和38年）8月13日 - 1963年（昭和38年）12月31日）
  - 第6代：加部 明三郎（区議会選任：1964年（昭和39年）1月22日 - 1968年（昭和43年）1月28日）
  - 第7代：加部 明三郎（区議会選任：1968年（昭和43年）1月29日 - 1972年（昭和47年）2月18日）
  - 第8代：加部 明三郎（区議会選任：1972年（昭和50年）2月19日 - 1975年（昭和50年）4月26日）
  - 第9代：加部 明三郎（公選：1975年（昭和50年）4月27日 - 1979年（昭和54年）4月26日）
  - 第10代：栗原敬三（公選：1979年（昭和54年）4月27日 - 1983年（昭和58年）4月26日）
  - 第11代：栗原 敬三（公選：1983年（昭和58年）4月27日 - 1987年（昭和62年）4月26日）
  - 第12代：栗原 敬三（公選：1987年（昭和62年）4月27日 - 1991年（平成3年）4月26日）
  - 第13代：石塚輝雄（公選：1991年（平成3年）4月27日 - 1995年（平成7年）4月26日）
  - 第14代：石塚 輝雄（公選：1995年（平成7年）4月27日 - 1999年（平成11年）4月26日）
  - 第15代：石塚 輝雄（公選：1999年（平成11年）4月27日 - 2003年（平成15年）4月26日）
  - 第16代：石塚 輝雄（公選：2003年（平成15年）4月27日 - 2007年（平成19年）4月26日）
  - 第17代：坂本健（公選：2007年（平成19年）4月27日 - 2011年（平成23年）4月26日）
  - 第18代：坂本健（公選：2011年（平成23年）4月27日 - 2015年（平成27年）4月26日）
  - 第19代：坂本健(公選：2015年(平成27年)4月27日　- 2019年　(平成31年) 4月26日)
  - 第20代：坂本健(公選：2019年(平成31年) 4月27日- 2023年　(令和5年)  4月26日)
  - 第21代：坂本健(公選：2023年(令和5年) 4月27日- 2027年　(令和9年) 4月26日)

### 区民事務所・地域センター

#### 区民事務所
「区」の行政機構の一部を分担し、「地域の区役所」的な機能を果たす。住民異動届の受付や証明書の発行、福祉サービスなどの受付、各種公金の収納などの窓口サービスを行う。
- 仲町区民事務所：仲町20-5
- 常盤台区民事務所：常盤台3-27-1
- 志村坂上区民事務所：小豆沢2-19-15
- 蓮根区民事務所：坂下2-18-1
- 下赤塚区民事務所：赤塚6-38-1
- 高島平区民事務所：3-12-28

#### 地域センター
地域活動にかかわる幅広い業務を行う。
板橋・熊野・仲宿・仲町・富士見・大谷口・常盤台・清水・志村坂上・中台・蓮根・舟渡・前野・桜川・下赤塚・成増・徳丸・高島平の18箇所に設置。

### 姉妹都市・提携都市・交流協定
- 旧栗山村（現・日光市）
  - 1983年6月7日 「みどりと文化の交流協定」
  - 1984年6月9日 「災害時における相互援助に関する協定」
- バーリントン市（カナダ オンタリオ州）
  - 1989年5月 姉妹都市提携
- ペナン州立ペナン植物園（マレーシア）
  - 1994年9月 「友好提携に関する共同声明」調印
- モンゴル国文部省（モンゴル国）
  - 1996年10月 文化・教育交流協定を締結
- 北京市石景山区（中国）
  - 1997年10月 友好都市提携
- ボローニャ市（イタリア エミリア＝ロマーニャ州）
  - 2005年7月 友好都市提携
- 金沢市
  - 2008年7月9日 「友好交流都市協定」
- 他に妙高市、同田上町などとも姉妹都市になっている。

※出典

## 議会

### 東京都議会
2025年東京都議会議員選挙
- 選挙区：板橋区選挙区
- 定数：5人
- 任期：2025年7月23日 - 2029年7月22日
- 投票日：2025年6月22日
- 当日有権者数：465,928人
- 投票率：48.29％

| 候補者名 | 当落 | 年齢 | 所属党派           | 新旧別 | 得票数   |
| -------- | ---- | ---- | ------------------ | ------ | -------- |
| 中山詩都 | 当   | 26   | 都民ファーストの会 | 新     | 30,989票 |
| 宮瀬英治 | 当   | 48   | 立憲民主党         | 現     | 28,131票 |
| 鎌田悦子 | 当   | 52   | 公明党             | 現     | 26,959票 |
| 河野雄紀 | 当   | 55   | 自由民主党         | 現     | 26,632票 |
| 竹内愛   | 当   | 48   | 日本共産党         | 新     | 26,234票 |
| 高沢一基 | 落   | 50   | 国民民主党         | 新     | 25,379票 |
| 松田康将 | 落   | 48   | 自由民主党         | 現     | 23,038票 |
| 船本優月 | 落   | 33   | 再生の道           | 新     | 14,096票 |
| 津田郁也 | 落   | 27   | 日本維新の会       | 新     | 13,213票 |
| 瀧口修央 | 落   | 51   | 無所属             | 新     | 7,385票  |

2024年東京都議会議員補欠選挙
- 選挙区：板橋区選挙区
- 定数：1人
- 投票日：2024年7月7日
- 当日有権者数：469,134人
- 投票率：57.80％

| 候補者名 | 当落 | 年齢 | 所属党派           | 新旧別 | 得票数   |
| -------- | ---- | ---- | ------------------ | ------ | -------- |
| 河野雄紀 | 当   | 54   | 自由民主党         | 元     | 91,448票 |
| 竹内愛   | 落   | 47   | 日本共産党         | 新     | 62,749票 |
| 津田郁也 | 落   | 26   | 日本維新の会       | 新     | 52,550票 |
| 渡辺義輝 | 落   | 36   | 都民ファーストの会 | 新     | 45,551票 |

2021年東京都議会議員選挙
- 選挙区：板橋区選挙区
- 定数：5人
- 投票日：2021年7月4日
- 当日有権者数：466,395人
- 投票率：41.68％

| 候補者名   | 当落 | 年齢 | 所属党派           | 新旧別 | 得票数   | 備考                 |
| ---------- | ---- | ---- | ------------------ | ------ | -------- | -------------------- |
| 鎌田悦子   | 当   | 48   | 公明党             | 新     | 33,835票 |                      |
| 宮瀬英治   | 当   | 44   | 立憲民主党         | 現     | 31,201票 |                      |
| 木下富美子 | 当   | 54   | 都民ファーストの会 | 現     | 29,767票 | 2021年11月22日に辞職 |
| 松田康将   | 当   | 44   | 自由民主党         | 元     | 25,703票 |                      |
| 徳留道信   | 当   | 65   | 日本共産党         | 現     | 25,027票 |                      |
| 河野雄紀   | 落   | 51   | 自由民主党         | 元     | 24,066票 |                      |
| 前田順一郎 | 落   | 46   | 日本維新の会       | 新     | 13,091票 |                      |
| 橋本久美   | 落   | 51   | 無所属             | 新     | 6,788票  |                      |
| 太田雅一   | 落   | 62   | 無所属             | 新     | 902票    |                      |
| 内山美津子 | 落   | 69   | 無所属             | 新     | 836票    |                      |

2017年東京都議会議員選挙
- 選挙区：板橋区選挙区
- 定数：5人
- 投票日：2017年7月2日
- 当日有権者数：457,587人
- 投票率：51.60％

| 候補者名   | 当落 | 年齢 | 所属党派           | 新旧別 | 得票数   |
| ---------- | ---- | ---- | ------------------ | ------ | -------- |
| 木下富美子 | 当   | 50   | 都民ファーストの会 | 新     | 39,230票 |
| 橘正剛     | 当   | 64   | 公明党             | 現     | 38,351票 |
| 平慶翔     | 当   | 29   | 都民ファーストの会 | 新     | 36,732票 |
| 徳留道信   | 当   | 65   | 日本共産党         | 現     | 31,396票 |
| 宮瀬英治   | 当   | 40   | 民進党             | 現     | 28,003票 |
| 松田康将   | 落   | 40   | 自由民主党         | 現     | 27,521票 |
| 河野雄紀   | 落   | 47   | 自由民主党         | 現     | 23,383票 |
| 熊木美奈子 | 落   | 55   | 無所属             | 元     | 6,283票  |
| 安原宏史   | 落   | 27   | 幸福実現党         | 新     | 983票    |
| 佐上彰浩   | 落   | 46   | 無所属             | 新     | 823票    |

### 衆議院
東京都第11区
- 選挙区：東京11区（板橋区の一部）
- 投票日：2024年10月27日
- 当日有権者数：388,893人
- 投票率：53.98％

| 当落 | 候補者名   | 年齢 | 所属党派     | 新旧別 | 得票数   | 重複 |
| ---- | ---------- | ---- | ------------ | ------ | -------- | ---- |
| 当   | 阿久津幸彦 | 68   | 立憲民主党   | 前     | 80,947票 | ○    |
|      | 下村博文   | 70   | 無所属       | 前     | 57,275票 |      |
|      | 大豆生田実 | 58   | 日本維新の会 | 新     | 33,103票 | ○    |
|      | 伊波政昇   | 72   | 日本共産党   | 新     | 17,607票 |      |
|      | 斎藤孝幸   | 58   | 無所属       | 新     | 8,316票  |      |

東京都第12区
- 選挙区：東京12区（北区、板橋区の一部）
- 投票日：2024年10月27日
- 当日有権者数：378,204人
- 投票率：57.09％

| 当落 | 候補者名 | 年齢 | 所属党派     | 新旧別 | 得票数   | 重複 |
| ---- | -------- | ---- | ------------ | ------ | -------- | ---- |
| 当   | 高木啓   | 59   | 自由民主党   | 前     | 68,878票 | ○    |
| 比当 | 阿部司   | 42   | 日本維新の会 | 前     | 52,233票 | ○    |
|      | 大熊利昭 | 61   | 国民民主党   | 元     | 44,524票 | ○    |
|      | 田原聖子 | 55   | 日本共産党   | 新     | 41,504票 |      |

## 消防
- 東京消防庁 第十方面本部
  - 板橋消防署（板橋2-60-15）特別救助隊・救急隊1
    - 常盤台出張所（南常盤台2-5-12）救急隊1
    - 小茂根出張所（小茂根2-14-10）特別消火中隊・救急隊1

  - 志村消防署（相生町17-1）特別消火中隊・救急隊1
    - 蓮根出張所（坂下2-32-88）救急隊1
    - 成増出張所（成増1-30-12）救急隊無
    - 赤塚出張所（赤塚3-1-10）救急隊1
    - 志村坂上出張所（志村1-10-5）化学機動中隊・救急隊1
    - 高島平出張所（高島平3-12-10）救急隊1

## 警察
- 警視庁
  - 板橋警察署（板橋2-60-13）
  - 志村警察署（東坂下2-21-17）
  - 高島平警察署（高島平3-12-32）

## 医療
- 帝京大学医学部附属病院
- 日本大学医学部附属板橋病院
- 東京都保健医療公社豊島病院（旧東京都立豊島病院）
- 東京都健康長寿医療センター
- 東京武蔵野病院
- 板橋中央総合病院
- 高島平中央総合病院

- 区内に板橋区保健所が設置されている[8]

## 郵便
集配郵便局
- 板橋郵便局 - 〒173-xxxxの集配を担当
- 板橋北郵便局 - 〒174-xxxxの集配を担当
- 板橋西郵便局 - 〒175-xxxxの集配を担当、ゆうちょ銀行板橋店を併設

無集配郵便局
- 板橋四郵便局
- 新板橋郵便局
- 大山駅前郵便局
- 中板橋郵便局
- 板橋弥生郵便局
- 板橋ハッピーロード郵便局
- 板橋中丸郵便局
- 板橋大谷口北郵便局
- 板橋大谷口郵便局
- 板橋大山郵便局
- 板橋幸町郵便局
- 板橋向原郵便局
- 板橋小茂根郵便局
- 板橋舟渡郵便局
- 板橋坂下郵便局
- 板橋坂下一郵便局
- 志村橋郵便局
- 板橋蓮根郵便局
- 板橋蓮沼郵便局
- 板橋清水郵便局
- 板橋志村郵便局
- 板橋富士見郵便局
- 板橋前野郵便局
- 板橋中台郵便局
- 板橋中台二郵便局
- 板橋常盤台郵便局
- 板橋常盤台三郵便局
- 板橋南常盤台郵便局
- 板橋東新町郵便局
- 上板橋郵便局
- 板橋西台郵便局
- 板橋新河岸団地内郵便局
- 板橋高島平郵便局
- 板橋高島平七郵便局
- 板橋西台駅前郵便局
- 大東文化学園内郵便局
- 板橋徳丸郵便局
- 板橋徳丸五郵便局
- 板橋徳丸三郵便局
- 板橋三園郵便局
- 赤塚三郵便局
- 板橋赤塚郵便局
- 板橋赤塚新町郵便局
- 板橋成増郵便局
- 板橋成増ヶ丘郵便局

## 電話番号
市外局番は03。
市内局番は大半が39XX、59XX、69XX。枯渇対策で35XX、53XXも割り当て。

## 交通

### 鉄道
- 区役所最寄駅：板橋区役所前駅（都営地下鉄三田線）

東京都交通局（都営地下鉄）
三田線
- 新板橋駅 - 板橋区役所前駅 - 板橋本町駅 - 本蓮沼駅 - 志村坂上駅 - 志村三丁目駅 - 蓮根駅 - 西台駅 - 高島平駅 - 新高島平駅 - 西高島平駅

東日本旅客鉄道（JR東日本）
埼京線
以下の2駅の施設の一部が区内にかかっているが、いずれも正式な所在地は北区である。
- 板橋駅
- 浮間舟渡駅

東京地下鉄（東京メトロ）
有楽町線
- 地下鉄成増駅

副都心線
- 地下鉄成増駅

東武鉄道
東武東上線
- 大山駅 - 中板橋駅 - ときわ台駅 - 上板橋駅 - 東武練馬駅 - 下赤塚駅 - 成増駅

#### かつて営業していた路線
- 都電志村線
- 東武啓志線

#### かつて営業していた駅
- 金井窪駅：東武東上線　下板橋 - 大山間。

#### かつて計画された路線
- 東武西板線：西新井（現・足立区） - 上板橋間。東武鉄道により、1922年（大正11年）に計画。用地買収困難により1932年（昭和7年）起業廃止。
- 地下鉄6号支線：大和町（やまとちょう。現・板橋本町駅） - 上板橋間。都市交通審議会答申第6号（1962年）による。1964年（昭和39年）、次項の東武東上支線に計画変更。
- 東武東上支線：大和町（やまとまち。現・和光市駅） - 笹目橋（現・西高島平駅） - 志村（現・高島平駅）間。1964年の東武鉄道・東京都交通局・東急電鉄「6号線建設および相互直通運転に関する覚書」による。1965年（昭和40年）に計画撤回。笹目橋 - 志村間は、東京都交通局が東武鉄道から免許を譲受した上で建設された。
- 地下鉄6号線：大宮市西部 - 高島平間。都市交通審議会答申第15号（1972年）による。運輸政策審議会答申第7号（1985年）により撤回。
- 東北本線：板橋区内を通る計画がされたが､北区経由で赤羽駅に停車している｡

### バス

#### 路線バス
- 国際興業バス - 区内に志村営業所が設けられている。
- 都営バス - 杉並支所に所属している王78系統(王子駅ー新宿駅西口)が唯一同区を走行している。ただし、起点・終点となる停留所や営業所は存在しない[注釈 1]。
- 関東バス
- 西武バス
- 東武バスウェスト

#### コミュニティバス
- 板橋区コミュニティバス「りんりんGO」
  - 国際興業バス志村営業所が運行受託
  - 板橋市場 - 新高島平駅 - 区立美術館入口 - 下赤塚駅 - おいせ坂上 - 赤塚高速下 - 新高島平駅 - 板橋市場（循環運転）

### 道路
- 首都高速道路
  - 5号池袋線
  - 中央環状線（中央環状王子線、都道首都高速板橋足立線）
- 国道17号（中山道）
  - 新大宮バイパス
- 国道254号（川越街道）
- 東京都道68号練馬川口線（笹目通り）
- 東京都道317号環状六号線（山手通り）
- 東京都道318号環状七号線（環七通り）
- 東京都道311号環状八号線（環八通り）
- 東京都道420号鮫洲大山線（大谷口中央通り、ハッピーロード大山）
- 東京都道441号池袋谷原線（要町通り、富士街道）
- 東京都道445号常盤台赤羽線（前野中央通り、福寿通り）
- 東京都道446号長後赤塚線（高島通り、松月院通り）
- 東京都道447号赤羽西台線（高島通り）
- 旧東京都道448号荒川堤防線（都道としては廃止され欠番）
- 旧中山道
- 旧川越街道
- 王子新道

### 水上バス
- 東京都公園協会
  - 東京水辺ライン：小豆沢発着場（国際興業バス志村営業所管内 赤02、赤83、赤84系統「小豆沢公園前」停留所より徒歩1分、北赤羽駅赤羽口より徒歩15分、志村坂上駅A3-4出口より徒歩15分）

## 教育
板橋区教育委員会が担っている。

### 大学
- 淑徳大学東京キャンパス
- 淑徳大学短期大学部
- 大東文化大学板橋キャンパス
- 帝京大学板橋キャンパス
- 東京家政大学板橋校舎
- 東京家政大学短期大学部
- 東洋大学総合スポーツセンター
- 日本大学医学部キャンパス

### 専修学校
都立
- 東京都立板橋看護専門学校

私立
- 日本大学医学部附属看護専門学校
- 帝京高等看護学院
- 板橋中央看護専門学校
- 成増高等看護学校
- 上板橋看護専門学校
- 彰栄リハビリテーション専門学校
- 日本ウェルネス歯科衛生専門学校
- 愛歯技工専門学校
- 資生堂美容技術専門学校
- 日本ペット&アニマル専門学校

### 高校
都立
- 東京都立板橋高等学校
- 東京都立板橋有徳高等学校
- 東京都立大山高等学校
- 東京都立北園高等学校
- 東京都立北豊島工科高等学校
- 東京都立高島高等学校

私立（中高一貫校を含む）
- 淑徳中学校・高等学校
- 城北中学校・高等学校
- 大東文化大学第一高等学校
- 帝京中学校・高等学校
- 東京家政大学附属女子中学校・高等学校
- 日本大学豊山女子中学校・高等学校
- ウィッツ青山学園高等学校東京LETSキャンパス
- 日本ウェルネス高等学校東京キャンパス

### 中学校
区立
- 赤塚第一中学校
- 赤塚第二中学校
- 赤塚第三中学校
- 板橋第一中学校
- 板橋第二中学校
- 板橋第三中学校
- 板橋第五中学校
- 加賀中学校
- 上板橋第一中学校
- 上板橋第二中学校
- 上板橋第三中学校
- 桜川中学校
- 志村第一中学校
- 志村第二中学校
- 志村第三中学校
- 志村第四中学校
- 志村第五中学校
- 高島第一中学校
- 高島第二中学校
- 高島第三中学校
- 中台中学校
- 西台中学校

### 小学校
区立
- 赤塚小学校
- 赤塚新町小学校
- 板橋第一小学校
- 板橋第二小学校
- 板橋第四小学校
- 板橋第五小学校
- 板橋第六小学校
- 板橋第七小学校
- 板橋第八小学校
- 板橋第十小学校
- 大谷口小学校
- 加賀小学校
- 金沢小学校
- 上板橋小学校
- 上板橋第二小学校
- 上板橋第四小学校
- 北野小学校
- 北前野小学校
- 紅梅小学校
- 桜川小学校
- 志村小学校
- 志村坂下小学校
- 志村第一小学校
- 志村第二小学校
- 志村第三小学校
- 志村第四小学校
- 志村第五小学校
- 志村第六小学校
- 下赤塚小学校
- 新河岸小学校
- 高島第一小学校
- 高島第二小学校
- 高島第三小学校
- 高島第五小学校
- 高島第六小学校
- 常盤台小学校
- 徳丸小学校
- 中台小学校
- 中根橋小学校
- 成増小学校
- 成増ヶ丘小学校
- 蓮根小学校
- 蓮根第二小学校
- 富士見台小学校
- 舟渡小学校
- 前野小学校
- 緑小学校
- 三園小学校
- 向原小学校
- 弥生小学校
- 若木小学校

私立
- 淑徳小学校

### 幼稚園
区立
- 高島幼稚園
- 新河岸幼稚園

私立
- 帝京幼稚園
- 明星幼稚園
- 大東文化大学附属青桐幼稚園
- まるやま幼稚園
- 松月院幼稚園
- 淑徳幼稚園

### 特別支援学校
国立
- 筑波大学附属桐が丘特別支援学校

都立
- 東京都立志村学園（東京都立志村高等学校跡地に2013年設立）
- 東京都立板橋特別支援学校
- 東京都立高島特別支援学校

区立
- 天津わかしお学校（所在地は千葉県鴨川市）

### 各種学校
- 東京朝鮮第三初級学校
- 淑徳日本語学校

## 文化施設
- グリーンカレッジホール（板橋区立シニア学習プラザ）　志村3丁目。3階4階。1階2階に「志村ふれあい館」併設。
- 浮間公園 - 舟渡2丁目。北区にもまたがる。
- 城北中央公園 - 桜川1丁目および小茂根5丁目。練馬区にもまたがる。
- 見次公園 - 前野町4丁目。湧水池。
- 東板橋公園 - 板橋3丁目。「板橋区立こども動物園」併設。
- 赤塚公園 - 高島平3丁目。野球場併設。バーベキューパーティを行える場所として有名。
- 小豆沢公園- 小豆沢3丁目。 野球場やテニスコート、温水プール、体育館    といったスポーツ施設が併設している。
- 城北交通公園 - 坂下2丁目。ナイター設備のある城北野球場併設。
- 板橋区立教育科学館　常盤台4丁目。プラネタリウム併設。
- 板橋区立平和公園　常盤台4丁目。東京教育大学宿舎跡地。
- いたばしボローニャ絵本館 - 常盤台4丁目、板橋区立平和公園内の板橋区立中央図書館に併設。
- 板橋区ホタル生態環境館　高島平4丁目。「ホタル飼育施設」を改称。
- 板橋区立赤塚植物園　赤塚5丁目。
- 板橋区立郷土資料館　赤塚5丁目。
- 板橋区立美術館　赤塚5丁目。
- 板橋区立熱帯環境植物館　高島平8丁目。
- 板橋区立エコポリスセンター　前野町4丁目。
- 板橋区立文化会館　大山東町。
- 板橋区立グリーンホール　栄町。
- 板橋区立成増アクトホール　成増3丁目。
- 大原社会教育会館　大原町5丁目。
- 成増社会教育会館　成増1丁目。
- 板橋区公文書館、櫻井徳太郎文庫　本町。廃校した旧板橋区立板橋第三小学校校舎を転用。
- 板橋区立植村記念加賀スポーツセンター（旧板橋区立東板橋体育館）　加賀1丁目。
  - 植村冒険館　2021年、蓮根2丁目から植村記念加賀スポーツセンター内に移転。
- 高島平温水プール　高島平8丁目。
- 新河岸陸上競技場　新河岸3丁目。
- 戸田硬軟兼用野球場　舟渡3丁目。

## その他の公共施設
- 東京都中央卸売市場板橋市場　高島平6丁目。
- 東京都交通局志村車両検修場（高島平乗務管理所及び交通局志村寮を併設） 高島平9丁目。
- 東京都水道局三園浄水場　三園2丁目。
- 東京都下水道局新河岸水再生センター　新河岸3丁目。施設の上部が新河岸陸上競技場となっている。
- 板橋清掃工場　高島平9丁目。
- 東京ガス北部支社　北区滝野川5丁目。かつて円筒形のガスタンク（有水式ガスホルダー）2基が設置されていて、都電志村線の車窓や池袋の百貨店屋上からの展望でひときわ目立つ建造物であった。所在地は北区であるが、板橋区との境を走る国鉄赤羽線脇の立地であり、「板橋のガスタンク」と呼びならわされていた。1986年（昭和61年）廃止・解体。
- 東京ガス板橋整圧所 新河岸2丁目。球形のガスタンク3基と、新河岸川を越えるように設置された2本の太いガスパイプが特徴。整圧器室は新河岸川を越えた先の高島平8丁目にある。

## 名所・旧跡
- 板橋：石神井川に架かる、名前の由来になったとされる橋。桜の名所。
- 茂呂遺跡：旧石器が都内で初めて確認された、東京都指定史跡。小茂根5丁目。
- 志村一里塚：中山道の3番目の一里塚。二基一対の江戸時代当時の状態を残存する貴重な遺構として、国の史跡に指定。
- 縁切榎：本町の旧中山道沿いにある神木。かつて槻木（つきのき）と共に、板橋宿入口の大六天神社に生えていたことにより「縁が尽きる」という伝承が生まれた。1861年（文久元年）に、和宮親子内親王（静寛院宮）が徳川家茂将軍との婚儀に赴くため、板橋宿に宿泊した際には、現在の清水町付近から富士見町バス停、日曜寺、愛染通りを経て上宿に至る迂回路が普請されたと伝えられている。現在は人間関係・疾病などの悪縁断ち切り・良縁祈願の願掛けが行われている。
  - 　「木を菰で覆い隠した」という伝承もあるが、少なくとも和宮親子内親王宿泊の際にはこの措置は行われていない。
- 縁結びの欅：縁切榎の伝説にちなみ、板橋駅前にある欅（板橋区の木）を「むすびの欅」としたもの。
- 志村城址　志村2丁目。跡地に建立された熊野神社境内に空堀跡が遺されている。前野原、中台、西台はこの城から見て手前にある野原、中央および西側の台地という意味の地名である。
- 赤塚城址　赤塚5丁目。

### 主な宗教施設
- 顕正会東京会館　常盤台1-14-1。届け出上はこの会館が顕正会の本部である（実質的な本部はさいたま市にある）。公安調査庁調査対象の団体である。
- 文殊院　仲宿。板橋区登録有形文化財、飯田静の碑がある。
- 乗蓮寺　赤塚5丁目。1973年（昭和48年）に、首都高速道路5号線建設・国道17号線拡幅工事により、仲宿より移転。1977年に東京大仏建立。
- 松月院　赤塚8丁目。中世赤塚城主の千葉自胤墓、江戸時代末期に活躍した西洋砲術家の高島秋帆記念碑がある。
- 観明寺　板橋3丁目。加賀藩下屋敷から移設された赤門がある。
- 日曜寺　大和町。本尊愛染明王。藍染業者の信仰が厚い。
- 徳丸北野神社（徳丸天神）　徳丸6丁目。旧徳丸地区（徳丸、高島平、新河岸）氏神。田遊び神事は国の重要無形民俗文化財に指定。
- 南蔵院　蓮沼町。しだれ桜の名所。板橋区登録有形民俗文化財の庚申地蔵がある。
- 氷川神社　氷川町。板橋宿の鎮守として信仰されてきた。
- 板橋双葉氷川神社　双葉町。稲荷台から出土したといわれる稲荷像を安置している。
- 蓮根氷川神社　蓮根2丁目。上蓮沼村と根葉村が合併した際に蓮根村の鎮守となった。
- 天祖神社　南常盤台2丁目。文人蜀山人（大田南畝）が訪れた、旧上板橋村の産土神。
- 熊野神社　志村2丁目。志村城址に建立されている。
- 信泉寺　西台にあり、近代建築とモザイク画で知られる。

### 板橋十景
区制施行70周年を記念して、板橋ならではの自然景観、都市景観、名所・旧跡、イベントを板橋十景候補として募集し、2003年2月に識者などで構成した「板橋十景選定委員会」で、以下の10件が「板橋十景」として選定された。
- 赤塚溜池公園周辺
- 板橋（区名由来の橋）
- いたばし花火大会
- 志村一里塚
- 石神井川の桜並木
- 松月院
- 田遊び（徳丸・赤塚）
- 高島平団地とけやき並木
- 東京大仏（乗蓮寺）
- 南蔵院のしだれ桜

## 観光商業スポット
- イオンシネマ（2013年6月まで、ワーナー・マイカル・シネマズ板橋）徳丸2丁目。
- セブンタウン小豆沢 小豆沢3丁目。
- ラウンドワンスタジアム板橋店 相生町。
- トミコシ高島平ボウル 西台。
- ハタスポーツプラザ 南町。（2011年閉館）
- 板橋温泉 宮本町。
- さやの湯 前野町3丁目。
- おふろの王様光が丘店 赤塚新町3丁目。(借地期限により2018年閉館)
- 仲宿商店街
- ハッピーロード大山
- 遊座大山商店街

## 住宅団地
都内有数の住宅団地、高島平団地があることで有名。また、板橋区内には都営住宅や集合住宅が多く点在している。

## 企業
製造業が多く町工場が多い。販売小売業も日用雑貨品を扱う事業が多くものづくりの街である。
- エスビー食品スパイスセンター（本社事務所、宮本町。登記上の本店は中央区）
- パステル（東京本部、前野町）
- ペンタックス（本社、前野町）-2016年1月に大田区に移転
- 日本製鉄（東京製造所、舟渡）
- アステラス製薬（蓮根事業所。臨床開発、信頼性保証部門）
- 山芳製菓（本社、常盤台）
- 湖池屋（本社、成増）
- 東京カリント（本社、坂下）
- トプコン（本社、蓮沼町）
- タニタ（本社、前野町）
- 凸版印刷（工場、志村）
- DIC（東京工場、登記上の本店。本社は中央区）
- ナカバヤシ（東京本社、東坂下。登記上の本店は大阪市中央区）
- 日本電産コパル（本社、志村）
- 東武ストア（本社、上板橋。その他各店舗）
- ユニオンホールディングス（本社、志村）
- オリエンタル酵母工業（本社、小豆沢）
- リンテック（本社、本町）
- 共立印刷（本社、清水町）
- よしや（本社、中板橋）
- 東洋インキ（十条センター、加賀）
- LSIメディエンス（志村事業所及びアンチドーピングラボラトリー、志村; 治験センター、清水町; 食品検査動物検査センター、小豆沢）
- 第一硝子（本社、舟渡）
- ビッグ・エー（本社、大山東町。その他各店舗）
- チノー（本社、熊野町）
- トヤマ楽器製造（本社、大原町）
- 柳澤管楽器（本社、志村）
- 高橋製作所（本社、大原町）
- アニメイト（本社、弥生町）
- グリーンマックス（本社、大山東町）

## スポーツチーム
- 東京エクセレンス
- 東京ヴェルディ1969
- 日テレ・東京ヴェルディベレーザ

## ゆかりの人物
- 櫻田慧（モスバーガー創始者：1号店は板橋区成増）
- 下村博文（区内で学習塾を経営：後、区内を選挙地盤としている）
- 高津住男（妻、真屋順子とともに劇団樹間舎を区内で旗揚げ）
- 石川貴之（作曲家：在住歴あり）
- いっこく堂（区内在住の縁からJ:COM 板橋でコミュニティ番組を担当）
- 水戸岡鋭治（区内在住の縁から板橋区のロゴを制作）
- HIKAKIN (区内に一つの拠点を置いている)
- スーツ (幼い頃区内の団地に住んだ経験がある)

### 著名な出身者
- 政治家・官僚
  - 三原じゅん子：大原町
  - 池田真紀
  - トミオ・オカムラ
  - 松原仁
  - 長沼明
  - 瀬戸健一郎
  - 角野然生[10]
  - 平野清
  - 須藤甚一郎
- 実業家
  - 岡田和生
  - 木下斉
  - 鶴岡秀子
- 研究者
  - 松島法明
  - 伊藤比呂美
  - 奥田太郎
  - 横田俊文
- 現代美術家
  - 村上隆
- 陶芸家
  - 古川隆久
- ワークショップクリエイター
  - 島崎直也
- 漫画家
  - 清野とおる：小豆沢
  - 平田弘史
  - 芳谷圭児
  - みずしな孝之：高島平（出身は大田区）
  - 風間やんわり：赤塚
  - 流星ひかる：大原町
- アニメーター
  - FROGMAN
- 映画監督
  - 牧口雄二
- キャスター
  - 幸田シャーミン
- アナウンサー
  - 登坂淳一（フリーアナウンサー）
  - 中山裕子（フリーアナウンサー）
  - 田中瞳（テレビ東京アナウンサー）
- 弁護士
  - 八代英輝：赤塚
- アイドル
  - 高木延秀（元忍者）
  - 稲垣吾郎（元SMAP）：高島平
  - 辻希美（元モーニング娘。、現ソロ）
  - 野呂佳代（元AKB48、SDN48、現ソロ）：蓮根
  - 峯岸みなみ（元AKB48、現ソロ）：高島平
- 俳優
  - 小向美奈子
  - 寺田農：志村高校
  - 古谷一行
  - 野村宏伸
  - 黒田福美
  - 酒井和歌子
  - 生田智子：板橋第三中学校
  - 中山美穂：北園高校
  - 丹野未結
  - 江守徹：北園高校
  - 山﨑賢人：蓮根、志村第五中学校
  - 吉沢京子[11]
  - 新木優子
  - 小手伸也:紅梅小学校
  - 青山ゆり華（声優）
  - 藤川清彦（元俳優）
  - 阿部祐二
  - 永山瑛太
  - 永山絢斗
  - 秋田潤介
- タレント
  - 石橋貴明（とんねるず）：小豆沢→成増、区内帝京高校出身
  - 山田邦子：高島平
  - グッチ裕三
  - 小木博明（おぎやはぎ）：常盤台
  - 城咲仁：大山
  - ぶるうたす
  - 舟山久美子
  - 金ちゃん (お笑い芸人)
  - ショーゴ（お笑い芸人）
- スポーツ選手
  - 松山佳弘（元大相撲力士）
  - 栗橋茂（元プロ野球選手）
  - 大島公一（元プロ野球選手）
  - 戸川健太（Jリーグ福島ユナイテッドFCDF）：西台
  - 馬場憂太（JリーグFC東京MF）：板橋
  - 落合真理（バレーボール選手）：高島平
  - 高田秀一 - プロバスケットボール選手（bjリーグ・高松ファイブアローズ所属）：中台
  - ヨースケ♡サンタマリア（プロレスラー）
  - 石川慧亮（プロ野球選手）
  - 石川翔（プロ野球選手）
  - 近藤廉（プロ野球選手）
  - 田中教仁（プロボクサー）
  - 山下賢哉（プロボクサー）
  - 鈴木なな子（プロボクサー）
  - Sareee（女子プロレスラー）
  - 青木玲緒樹（競泳選手）
  - 大久保智明（浦和レッズ所属プロサッカー選手）
  - 橋本拳人（プロサッカー選手）
- 音楽

歌手
- 喜矢武豊(ゴールデンボンバー)
- 大江千里：成増（出生地）
- おかもとえみ（シンガーソングライター）
- 坂本真綾（兼声優）
- ちあきなおみ
- PUNPEE （ラッパー、DJ）
- 松本理恵（作詞家、シンガーソングライター）
- 六本木じろう

作曲家
- 伊藤賢治
- 藤田隆二（Le Couple）

プロデューサー
- 橋元恵一
- 佐藤浩輝
- 福田裕彦

- 棋士
  - 安西勝一（将棋棋士）
- 狂言師
  - 和泉元彌：東新町
- モデル
  - 黒田百合香（1979年ミス・ユニバース日本代表）
- 放送局
  - 高橋一晃（TBSテレビ プロデューサー）
- YouTuber
  - スーツ：高島平
  - 安積君：高島平
  - ンダホ
  - こめお（BreakingDown）
  - 希空
- 落語家
  - 錦笑亭満堂：常盤台

### 名誉区民
- 植村直己（2022年授与）[12]

### 区民栄誉賞
- 村田諒太（2012年）
- 全日本レスリング女子チーム（2016年）
- 萩野公介（2017年）
- 神田松鯉（2020年）
- 加納虹輝（2021年）
- 江村美咲（2023年）

## 所縁のある作品
- 怪談乳房榎 :　怪談噺。乳房榎は赤塚の松月院にあった。
- 仮面ライダー響鬼 :　 板橋区内の蓮根三丁目アパートで登場人物「安達明日夢」の自宅としてほぼ毎回ロケが行われた｡
- ハロー張りネズミ : 講談社・週刊ヤングマガジンに連載されていた（連載時・1980年 - 1989年）弘兼憲史原作のちょっと変った推理漫画で「あかつか探偵事務所」の事務所が下赤塚にある。2017年にテレビドラマ化され、東武東上本線の下赤塚駅周辺でロケが行われた。
- わ〜お!ケンちゃん : 漫画。主人公の志村ケン太が通う小学校が「板橋区志村小学校」
- 板橋マダムス :　連続ドラマ。仲宿商店街、志村などでほぼ毎回ロケが行われた。
- 涼風 :　漫画、アニメ。物語は東武東上本線の成増駅周辺が舞台になっている。
- 君のいる町 :　漫画、アニメ。物語は東武東上本線の成増駅周辺が舞台になっている。
- 風夏 :　漫画、アニメ。物語は東武東上本線の成増駅周辺が舞台になっている。

## 板橋の歌
- 板橋音頭
- 板橋区町会連合会の唄
- 板橋区町会連合会音頭
- 板橋音頭行進曲
- 愛するふるさと
- みどりの一里塚
- 板橋二輪草音頭
- 舞い上がれITABASHI
- BULALI 板橋区 feat. PUNPEE & NOBU

## キャラクター
- りんりんちゃん 　板橋区のゆるキャラ
- 伝承忍者シャムロック  板橋区のローカルヒーロー
- 高島ライダー   板橋区高島平のローカルヒーロー
- いたばちぃ　板橋区の食育のマスコットキャラクター